# 澪乃せいら
澪乃 せいら（みおの せいら、5月13日 - ）は、日本の女優・声優。元宝塚歌劇団花組の娘役。
東京都、八王子市立打越中学校出身。身長164cm。愛称は「すー」、「すーちゃん」、「すーちくりん」。

## 来歴
2001年、宝塚音楽学校入学。
2003年、宝塚歌劇団に89期生として入団。入団時の成績は15番。月組公演「花の宝塚風土記／シニョール ドン・ファン」で初舞台。その後、花組に配属。
2006年のバウ・ワークショップ「Young Bloods!!」で、バウホール公演初ヒロイン。同年12月26日付で宝塚歌劇団を退団。

## 宝塚歌劇団時代の主な舞台

### 初舞台
- 2003年4 - 5月、月組『花の宝塚風土記（ふどき）』『シニョール ドン・ファン』（宝塚大劇場のみ）

### 花組時代
- 2003年8 - 9月、『野風の笛』『レヴュー誕生』（東京宝塚劇場のみ）
- 2004年1 - 5月、『天使の季節』 - 大使の妻、新人公演：大使の妻『アプローズ・タカラヅカ!』
- 2004年5 - 6月、『ジャワの踊り子』（全国ツアー）
- 2004年8 - 11月、『La Esperanza（ラ・エスペランサ）』『TAKARAZUKA舞夢!』
- 2005年1月、『くらわんか』（バウホール） - お里[注釈 1]
- 2005年3 - 7月、『マラケシュ・紅の墓標』 - 新人公演：ソフィア（本役：桜乃彩音）『エンター・ザ・レビュー』
- 2005年8月、『マラケシュ・紅の墓標』『エンター・ザ・レビュー』（博多座）
- 2005年11 - 2006年2月、『落陽のパレルモ』 - 新人公演：マチルダ（本役：桜乃彩音）『ASIAN WINDS!』
- 2006年4月、『Young Bloods!!-青春花模様-』（バウホール） - スー子 バウWSヒロイン[3]
- 2006年6 - 10月、『ファントム』 - オペラ座のダンサー、新人公演：フローラ（本役：桜一花）
- 2006年11 - 12月、『うたかたの恋』 - ハンナ『エンター・ザ・レビュー』（全国ツアー）

### 出演イベント
- 2006年5月、『花組エンカレッジ・コンサート』

## 宝塚歌劇団退団後の主な活動

### 舞台
- 2008年12月、『愛と青春の宝塚』（新宿コマ劇場ファイナル公演）
- 2009年1月、『愛と青春の宝塚』（全国ツアー）
- 2009年8月、GUNJI PRODUCE Vol.94『CHANCE・2009』（ムーヴ町屋）主演
- 2009年12月、Zero Profect 『トゥルークリスマス 〜奇跡のおまじないジングルジラ〜』（新宿シアターサンモール）
- 2010年4月、innerchild Vol.17『星合〜ほしあい〜』（世田谷シアタートラム）
- 2010年5月、ドラマティックレビュー『うたかたのオペラ』（日本青年館）
- 2010年6月、『愛、時を越えて』（大阪松竹座）
- 2010年7月、TABACCHI 第三回公演『エゴイストの扉』TABACCHI#03
- 2010年10月、『ストラルドブラグ』（シアターサンモール）
- 2011年1月、『アプローズ』ボニー 役（ティアラこうとう）
- 2011年4月、『陰陽師〜Light and Shadow〜』（新国立劇場）
- 2011年9月、『アプローズ』ボニー 役（全国公演）
- 2011年11月、『アマデウス』（ル テアトル銀座 他）カテリーナ 役
- 2012年1月、『虹の降る場所』（下北沢シアター711）山口悦子 役（ヒロイン）
- 2012年3月、『9時から5時まで』（天王洲銀河劇場 他）
- 2012年7月、『王様と私』（ゆうぽーとホール 他）
- 2012年9月、『落人たちのブロードウェイ』（紀伊国屋ホール）
- 2016年2月、『ライブミュージカル「プリパラ」み〜んなにとどけ！プリズム☆ボイス』（Zeppブルーシアター六本木）ファルル 役
- 2017年1月、『ライブミュージカル「プリパラ」 み〜んなにとどけ！プリズム☆ボイス2017』（Zeppブルーシアター六本木）ファルル 役

### ドラマ
- 天使の代理人 エピソード5（2010年10月、東海テレビ・フジテレビ系） - ナオ 役
- 土曜ワイド劇場『タクシードライバーの推理日誌32』（2013年4月6日、テレビ朝日系） - 三橋香奈枝 役

### 声優
- GREE「源×平学園合戦録」（2011年6月） - 後鳥羽 役
- 獣旋バトル モンスーノ 第4話（2012年10月24日、テレビ東京） - ソフィア・スーノ 役
- ももんず さんどうぃっち（2014年3月 - ） - みらい 役
- アイドリズム（2014年3月、iOS/Android） - 鶴巻小夜子 役[4]
- 天才バカヴォン〜蘇るフランダースの犬〜（2015年5月23日公開） - ハジメ 役